# Fluke (Band)
Fluke ist eine britische Electronic-Band.

## Geschichte
Die Band wurde ursprünglich 1988 von Mike Bryant, Mike Tournier, Julian Nugent und Jonathan Fugler gegründet, unter anderem beeinflusst durch die Arbeiten von Cabaret Voltaire und Giorgio Moroder. Fluke startete mit House und ging dann über zu anderen Genres wie Trip-Hop und Big Beat.
Die Band veröffentlichte 1991 ihr Album Techno Rose of Blighty, internationale Anerkennung erhielten sie allerdings erst durch ihr zweites Album Six Wheels on My Wagon eingeschlossen einiger einzeln veröffentlichter Singles. Darüber hinaus stellten sie Movie-Soundtracks, zum Beispiel den Titel Zion (auch bekannt als Slip It oder in neuer Version als Another Kind of Blues auf dem Album Puppy) aus dem Film Matrix Reloaded; aus Lara Croft: Tomb Raider den Song Absurd, der auch für einen Werbespot eingesetzt wurde; oder Bullet im Film Face. Auch für den Anime-Film The Animatrix stellten sie einige Titel.
Vielen ist die Band erst seit dem Spiel Wipeout 2097 bekannt, wo der Song Atom Bomb zu hören war. In Need for Speed: Underground 2 wurde zudem eine gekürzte Version des Songs Switch / Twitch für den Soundtrack verwendet.
Ihr Album Oto, das 1995 veröffentlicht wurde, zeigt den Übergang des Sounds der Band zu Jazz und Trip-Hop. Nach dem großen Erfolg des Albums Risotto verließ Mike Tournier Fluke um zusammen mit Jan Burton die Band Syntax zu gründen. Später gründeten noch Mike Bryant sowie Jonathan Fugler zusammen mit anderen Musiker das Projekt 2 Bit Pie, die hauptsächlich House spielen. Sie veröffentlichten zwei Singles sowie das Album 2Pie Islands.
Im April 2024 kündigte Fluke ihre Rückkehr mit der Veröffentlichung der Single Insanely Beautiful an, die am 29. April 2024 erschienen ist.

## Diskografie

### Alben
| Jahr | Titel                  | Höchstplatzierung, Gesamtwochen, AuszeichnungChartsChartplatzierungen (Jahr, Titel, Platzierungen, Wochen, Auszeichnungen, Anmerkungen) | Anmerkungen |
| Jahr | Titel                  | UK | Anmerkungen |
| ---- | ---------------------- | --- | ----------- |
| 1993 | Six Wheels On My Wagon | UK41 (1 Wo.)UK |             |
| 1995 | Oto                    | UK44 (2 Wo.)UK |             |
| 1997 | Risotto                | UK45 (1 Wo.)UK |             |

Weitere Alben
- 1991: The Techno Rose of Blighty
- 2001: Progressive History X
- 2002: Progressive History XXX
- 2003: Puppy

### Singles
| Jahr | Titel Album                            | Höchstplatzierung, Gesamtwochen, AuszeichnungChartsChartplatzierungen (Jahr, Titel, Album, Platzierungen, Wochen, Auszeichnungen, Anmerkungen) | Anmerkungen |
| Jahr | Titel Album                            | UK | Anmerkungen |
| ---- | -------------------------------------- | --- | ----------- |
| 1993 | Slid Six Wheels On My Wagon            | UK59 (1 Wo.)UK |             |
| 1993 | Electric Guitar Six Wheels On My Wagon | UK58 (2 Wo.)UK |             |
| 1993 | Groovy Feeling Six Wheels On My Wagon  | UK45 (3 Wo.)UK |             |
| 1994 | Bubble                                 | UK37 (2 Wo.)UK |             |
| 1995 | Bullet Oto                             | UK23 (3 Wo.)UK |             |
| 1995 | Tosh Oto                               | UK32 (3 Wo.)UK |             |
| 1996 | Atom Bomb Risotto                      | UK20 (7 Wo.)UK |             |
| 1997 | Absurd Risotto                         | UK25 (2 Wo.)UK |             |
| 1997 | Squirt Risotto                         | UK46 (2 Wo.)UK |             |
| 2024 | Insanely Beautiful                     | UK87 (1 Wo.)UK |             |

Weitere Singles
- 1988: Island Life
- 1989: Thumper!
- 1990: Joni/Taxi
- 1990: Philly
- 1991: The Bells
- 2002: Slap It
- 2002: Pulse
- 2003: Hang Tough
- 2003: Switch
- 2024: Real Magnificent